# Laravel
Laravel — безкоштовний, з відкритим кодом PHP-фреймворк, створений Тейлором Отвелом (англ. Taylor Otwell) і призначений для розробки вебдодатків відповідно до шаблону model–view–controller (MVC).
Серед особливостей Laravel можна назвати: модульну систему упакування з виділеним менеджером залежностей Composer; різні способи для доступу до реляційних баз даних; утиліти, які допомагають в розгортанні додатків і технічного обслуговування; орієнтація на синтаксичний цукор.:2,5–9
Станом на березень 2015, Laravel вважався одним з найпопулярніших PHP фреймворків, разом з Symfony5, Nette, CodeIgniter, Yii2 та іншими.
Сирцевий код Laravel'а розміщується на GitHub і ліцензований відповідно до умов MIT License.

## Історія
Тейлор Отвел створив Laravel як спробу забезпечити досконалішу альтернативу фреймворку CodeIgniter, який не забезпечував певні функції, такі як вбудовану підтримку для аутентифікації і авторизації користувачів. Перша бета-версія Laravel була розміщена 9 червня 2011 року, пізніше випустили Laravel 1 в тому ж місяці. Laravel 1 містить вбудовану підтримку для аутентифікації, локалізації, моделі, уявлення, сесій, маршрутизації та інших механізмів, але відсутня підтримка контролерів, що не заважає йому бути справжнім MVC фреймворком.
Laravel 2 був випущений у вересні 2011 року, Laravel 3 — у лютому 2012 року, Laravel 4 -у травні 2013 року, Laravel 5 — у лютому 2015 року, Laravel 6 — у вересні 2019 року, Laravel 7 — у березні 2020 року, Laravel 8 — у вересні 2020 року, Laravel v11.0.0 — 2024-03-12.

## Інструменти
Laravel має потужну екосистему. Вона складається з різних інструментів та сервісів. Більшість з них ви можете застосовувати безкоштовно:
| Назва     | Опис | Вартість                          |
| --------- | --- | --------------------------------- |
| Vapor     | Безсерверна платформа розгортання та деплою проекту, що працює на AWS                                                       | 39$ в місяць                      |
| Forge     | Підняття та управління веб серверами. Працює з DigitalOcean, Linode, Vultr, Amazon тощо.                                    | 12-39$ в місяць                   |
| Envoyer   | Деплой проектів на сервер без простоїв                                                                                      | 10-50$ в місяць                   |
| Horizon   | Панель керування для черг Redis яка дозволяє відстежувати черги, пропускну здатність роботи, час виконання та збої в роботі | Безкоштовно                       |
| Nova      | Панель адміністрування | 99-199$ за проект                 |
| Backpack  | Адміністративна панель Laravel                                                                                              | 0-399€ за проект                  |
| Echo      | Реалізація роботи з WebSockets (сторона сервера і клієнта) працює з Pusher, Redis                                           | Безкоштовно                       |
| Lumen     | Мікрофреймворк на базі Laravel                                                                                              | Безкоштовно                       |
| Homestead | Налаштована конфігурація Vagrant                                                                                            | Безкоштовно                       |
| Spark     | Каркас для SaaS додатків | 99$ за сайт або 299$ без обмежень |
| Valet     | Середовище розробки для Mac                                                                                                 | Безкоштовно                       |
| Mix       | Каркас для збору клієнтської частини на базі Webpack                                                                        | Безкоштовно                       |
| Cashier   | Допомагає управляти підписками (виставлення рахунків, створення оплат) працює з Stripe                                      | Безкоштовно                       |
| Dusk      | Каркас для Selenium тестів                                                                                                  | Безкоштовно                       |
| Passport  | Каркас для OAuth2 аутентифікації                                                                                            | Безкоштовно                       |
| Scout     | Повнотекстовий пошук | Безкоштовно                       |
| Socialite | Авторизація через соцмережі наразі підтримує Facebook, Twitter, LinkedIn, Google, GitHub, GitLab та Bitbucket.              | Безкоштовно                       |
| Telescope | Дебаг асистент | Безкоштовно                       |
| Tinker    | Інтерактивний REPL | Безкоштовно                       |
| Envoy     | Виконання визначення завдань на віддалених серверах                                                                         | Безкоштовно                       |
| Sanctum   | Система авторизації для SPA та особистих токенів                                                                            | Безкоштовно                       |

### Відео
- 1 Встановлення Laravel — Відео уроки та огляди українською [Архівовано 18 січня 2021 у Wayback Machine.] 2018, youtube, 1хв 5сек